# Akademia e Futbollit Elbasani
Il Akademia e Futbollit Elbasani, meglio noto come Elbasani, è una società calcistica albanese di Elbasan. Milita nella Kategoria Superiore, la massima divisione del campionato albanese.

## Storia
Nel 2021 il club è stato costituito dal Comune di Elbasan dopo i disaccordi con l'imprenditore Arben Laze, proprietario della prima squadra di calcio, KF Elbasani.
A causa del fallimento finanziario, Elbasani è stata sequestrata dalla Direzione delle imposte di Elbasan. Così con l'iniziativa dei tifosi si trovò la strada e con la collaborazione del Comune di Elbasan nacque l'AF Elbasani.
Nella stagione 2021-2022, hanno gareggiato nella quarta divisione del calcio albanese, Kategoria e Tretë. Nella loro prima stagione, hanno ottenuto il primo posto, ottenendo la promozione in Kategoria e Dytë.
Nella stagione 2022-2023, l'AF Elbasani è arrivato primo nel Gruppo B della Kategoria e Dytë, che gli è valso la promozione per la prima volta nella Kategoria e Parë.
Nella loro prima stagione finirono al 1º posto, furono incoronati campioni e promossi alla Kategoria Superiore.

## Palmarès
- Campionati albanesi di quarta divisione: 1

2021-2022
- Campionato albanese di seconda divisione: 1

2023-2024

## Organico

### Rosa 2025-2026
Aggiornata al 13 agosto 2025.
| N. |                       | Ruolo | Calciatore                    |
| -- | --------------------- | ----- | ----------------------------- |
| 2  | Lituania (bandiera)   | D     | Sigitas Olberkis              |
| 4  | Albania (bandiera)    | D     | Bruno Lulaj (capitano)        |
| 6  | Moldavia (bandiera)   | C     | Cristian Dros                 |
| 7  | Marocco (bandiera)    | A     | Karim Loukili                 |
| 9  | Camerun (bandiera)    | A     | Blaise Tsague                 |
| 17 | Nigeria (bandiera)    | C     | Abbas Ibrahim (vice-capitano) |
| 20 | Portogallo (bandiera) | A     | Zé Gomes                      |
| 21 | Israele (bandiera)    | A     | Roei Ben Shimon               |
| 22 | Albania (bandiera)    | A     | Arsen Lleshi                  |

| N. |                           | Ruolo | Calciatore        |
| -- | ------------------------- | ----- | ----------------- |
| 29 | Albania (bandiera)        | D     | Emiljano Musta    |
| 42 | Albania (bandiera)        | C     | Kristi Qose       |
| 55 | Montenegro (bandiera)     | D     | Emir Azemović     |
| 70 | Costa d'Avorio (bandiera) | A     | Lorougnon Doukouo |
| 77 | Albania (bandiera)        | D     | Bledar Lila       |
| 79 | Senegal (bandiera)        | A     | Ibrahima Diallo   |
|    | Rep. Ceca (bandiera)      | P     | Martin Janáček    |
|    | Albania (bandiera)        | C     | Ardit Hila        |
|    | Kosovo (bandiera)         | A     | Fatjon Bunjaku    |

### Staff tecnico
- Allenatore:  Ivan Gvozdenović
- Vice-Allenatore: ?
- Team Manager: ?
- Preparatore dei portieri: ?
- Preparatore atletico: ?
- Medico sociale: ?
- Fisioterapista: ?